# И Мин-хо
И Мин-хо (на корейски: 이민호; Коригирана романизация на корейския език: Lee Min-ho) е южнокорейски актьор, модел и певец станал известен с участията си в сериали като Boys over flowers, „Градският ловец“, „Вяра“ и др. Мин-хо е един от най-добре познатите корейски актьори не само в Източна Азия, а и в цялата аудитория на корейските филми.

## Ранен живот
И Мин-хо е роден в Сеул, Южна Корея. Като малък мечтае да бъде футболист, но травма в пети клас възпрепятства мечтата му. Като свой любим футболист посочва Кристиано Роналдо. С течение на времето футболът е изместен от актьорско майсторство. Първите му кратки роли са Nonstop 5 и Recipe of Love. Официално прави дебют в сериала Secret Campus.

## Кариера
Не дълго след дебюта си И Мин-хо претърпява катастрофа, която го приковава на легло за няколко месеца, което забавя кариерата му. През 2007 играе първата си главна роля в Mackerel Run, но сериала има нисък рейтинг и е спрян от ефир. Въпреки това И споделя, че е имал приятни спомени от сериала и е било удоволствие да работи по него.
Следващата година има поддържащи роли в няколко сериала и филма като в един от тях се сприятелява с актьора Ким Со-ро, който казва, че Минхо ще стане един от най-известните актьори в Южна Корея.
Година по-късно, през 2008 Минхо играе главната роля в Get Up, а през 2009 прави голямата крачка към славата със сериала Boys over flowers, който освен слава извън Южна Корея му носи и две награди от 45-те награди Paeksang Arts в категория „Най-добър нов актьор“ и „Най-популярен актьор“.
През 2010 г., си партнира заедно с актрисата Сон Йе-джин в романтичната комедията Personal Taste („Лични предпочитания“), като се преструва на гей, който иска да бъде съквартирант с героинята на Сон Йе-джин.
Следващата година актьора се завръща със сериала „Градският ловец“. Изпълнява ролята на И Юн-сонг-агент на Синята къща като за И това е първата екшън роля. Снимките са прекъснати за кратко време, заради леки травми, причинени от катастрофата, която се случва с актьора по време на заснемането на сериала.
 „Градският ловец“ става хитов в Япония и Китай.
2012 актьора се завръща на малкия екран със сериала „Вяра“ или „Великият доктор“, историческо-фантастичнен сериал, който поддържа рейтинга на проектите му след 2009. От 2012 година Минхо започва да участва в реклами не само за Южна Корея, но и за голяма част от източноазиатските страни
също както и за САЩ.
През 2013 г. И се завръща със сериала „Наследниците“, който става хит и се продава в 13 страни. През същата година актьора пуска и първия си миниалбум My everything, а следваща обявява, че ще снима филма Gangnam 1970, първата му главна роля във филм. Втория му EP излиза на 10 октомври 2014 озаглавен Song for You. След това Минхо организира поредица от фен срещи озаглавени RE:MINHO включващи страни като Япония, Южна Корея и Китай.

## Личен живот
Минхо учи актьорско майсторство в университета „Конкук“.
През 2011 става ясно, че има връзка с Пак Мин-йонг, с която си партнира в сериала Градският ловец, но в началото на 2012 връзката им приключва.
През март 2015 година става ясно, че има връзка със Сузи от групата Мис Ей.
На 12 май 2017 година постъпва на алтернативна военна служба в качеството на социален работник.
През ноември 2017 става известно, че се е разделил със Сузи след три години отношения.
На 25 април 2019 година И Мин Хо е демобилизиран след отбиване на военната служба.

## Филмография

### Сериали
| Година      | Филм                                     | Роля                |
| ----------- | ---------------------------------------- | ------------------- |
| 2003        | Sharp                                    | студент             |
| 2004        | Nonstop 5                                | Монг                |
| 2005        | Recipe of Love                           | сервитьор           |
| 2006        | Secret Campus                            | Пак Ду-хьон         |
| 2007        | Mackerel Run                             | Ча Гонг-чан         |
| 2007        | I Am Sam                                 | Хо Му-се            |
| 2008        | Get Up                                   | Мин Ук-ги           |
| 2009        | Boys over flowers                        | Гу Джун-пьо         |
| 2010        | Personal Taste                           | Джу Джин-хо         |
| 2011        | City Hunter                              | И Юн-Сънг           |
| 2012        | Faith                                    | Чой Йънг            |
| 2013        | The Heirs                                | Ким Тан             |
| 2016 – 2017 | The Legend of the Blue Sea               | Хо Джун-дже         |
| 2020        | The King: Eternal Monarch                | Император Ли Гон    |
| 2022        | Пачинко (Pachinko)                       | инспектор Ко Хан-су |
| 2025        | Попитай звездите (When the Stars Gossip) | Гон Рьон            |

### Филми
| Година | Филм                 | Роля        |
| ------ | -------------------- | ----------- |
| 2008   | Public Enemy Returns | Чонг Ха-йон |
| 2008   | Our School's E.T.    | Ох Санг-хун |
| 2015   | Gangnam 1970         | Ким Чонг-те |
| 2016   | Bounty Hunters       | И Сан       |